# Phạm Công – Cúc Hoa
Phạm Công – Cúc Hoa là một truyện thơ chữ Nôm trong văn học Việt Nam. Truyện thơ này gồm 4.610 câu thơ lục bát, xuất hiện khoảng từ giữa thế kỷ 18 đến đầu thế kỷ 19. Đây là một trong những truyện thơ Nôm có số lượng câu nhiều nhất. Từ trước đến nay, tác giả của Phạm Công-Cúc Hoa vẫn bị coi là khuyết danh. Đến tận cuối năm 2009, qua một bản in khắc gỗ, người ta mới có cơ sở để xác định tác giả truyện thơ này là Dương Minh Đức Thị.

## Nội dung
Phạm Công là chàng trai con nhà nghèo, phải đi làm công để nuôi cha mẹ. Cha chết, Phạm Công phải đi ăn mày để tiếp tục phụng dưỡng mẹ đến khi mẹ chết. Là người hiếu học, Phạm Công xin thụ giáo Quỷ cốc tiên sinh. Ở đây, Phạm Công được Cúc Hoa là bạn đồng môn, cũng là con gái của tri phủ, yêu thương.
Hai người cưới nhau, khi Cúc Hoa có thai thì Phạm Công lên kinh thành ứng thí. Phạm Công đã gặp nhiều gian truân khổ ải, bị quốc vương các nước khác ép lấy công chúa nhưng Phạm Công đều từ chối. Nhưng nhờ công chúa nước Triệu nhân hậu, Phạm Công được trở về quê hương làm nguyên soái, đoàn tụ cùng Cúc Hoa, họ có hai con là Nghi Xuân (con gái) và Tấn Lực (con trai).
Cúc Hoa lại không may qua đời ở tuổi 30. Phạm Công tái giá với Tào Thị và phải lên Cao Bằng làm trấn thủ. Tào Thị ở nhà ngoại tình, hành hạ, ngược đãi Nghi Xuân và Tấn Lực. Cao điểm, Thị cùng người tình bàn mưu giết hại hai con chồng, khiến hai đứa phải trốn khỏi nhà.
Trong một đêm, Cúc Hoa từ cõi âm ti hiện về gặp hai con và gửi tin cho Phạm Công biết. Sau ba năm trấn thủ, Phạm Công trở về đuổi Tào Thị đi. Tào Thị sau đó bị sét đánh chết. Về sau Phạm Công được công chúa Xuân Dung nước Trịnh , Tề Thiên Đại Thánh và Diêm Vương giúp đỡ, Phạm Công xuống được âm ti và tìm được vợ. Cúc Hoa được tái sinh, trở lại dương thế, cưới lại với Phạm Công. Phạm Công cũng được vua Trịnh gả công chúa Xuân Dung và nhường ngôi vua cho.

## Dàn dựng

Bìa DVD phim Phạm Công – Cúc Hoa

Truyện Phạm Công-Cúc Hoa được dàn dựng thành nhiều vở cải lương (soạn giả Tống Phước Phổ, với các nghệ sĩ Ái Liên, Hoa Tâm, Thanh Nga,...), kịch và phim truyền hình nhưng có lẽ nổi tiếng hơn cả là bộ phim "Phạm Công-Cúc Hoa" của đạo diễn Lưu Bạch Đàn, vào những năm 1989-90, với các diễn viên tên tuổi lúc bấy giờ là Lý Hùng (vai Phạm Công), Diễm Hương (vai Cúc Hoa), Phương Dung (vai Tào Thị), Công Hậu (vai Lê Báo), Trinh Trinh (vai bé Nghi Xuân), Thoại Mỹ (vai công chúa Băng Châu), Lê Công Tuấn Anh (vai Vương Chí Nhân).